# Hlewacha
Hlewacha (ukrainisch Глеваха, russisch Глеваха Glewacha) ist eine Siedlung städtischen Typs in der ukrainischen Oblast Kiew mit 8800 Einwohnern (2019).

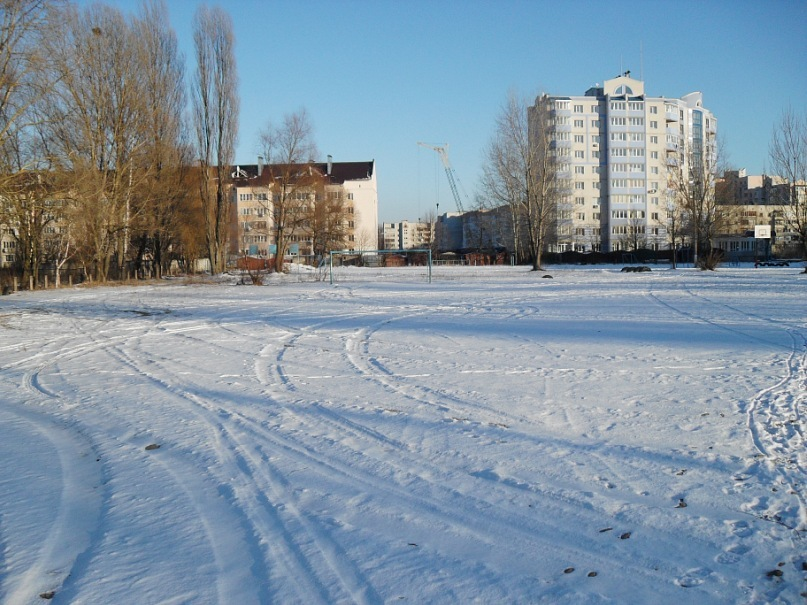
Blick auf das winterliche Hlewacha

Die im 15. Jahrhundert gegründete und 1471 erstmals schriftlich erwähnte Ortschaft besitzt den Status einer Siedlung städtischen Typs seit 1973.
Hlewacha liegt am, für die Ortschaft namensgebenden, 15 km langen Flüsschen Hlewa (ukrainisch Глева) im Rajon Fastiw.
Über die, an der Siedlung vorbeiführende, Fernstraße M 05 ist das Stadtzentrum von Kiew nach 30 km in nordöstliche Richtung zu erreichen. Das Rajonzentrum Wassylkiw liegt 15 km südlich.
Am 30. Oktober 2017 fiel bei Hlewacha die tschetschenischstämmige Ärztin, Euromaidanaktivistin und zum Islam konvertierte Polizeileutnantin Amina Okujewa einem, vermutlich vom russischen Geheimdienst FSB durchgeführten Mordanschlag zum Opfer.

## Verwaltungsgliederung
Am 12. Juni 2020 wurde die Siedlung zum Zentrum der neugegründeten Siedlungsgemeinde Hlewacha (Глевахівська селищна громада/Hlewachiwska selyschtschna hromada). Zu dieser zählen auch die 11 in der untenstehenden Tabelle aufgelisteten Dörfer sowie die Ansiedlung Selenyj Bir, bis dahin bildete sie die gleichnamige Siedlungsratsgemeinde Hlewacha (Глевахівська селищна рада/Hlewachiwska selyschtschna rada) im Norden des Rajons Wassylkiw.
Am 17. Juli 2020 kam es im Zuge einer großen Rajonsreform zum Anschluss des Rajonsgebietes an den Rajon Fastiw.
Folgende Orte sind neben dem Hauptort Hlewacha Teil der Gemeinde:
| Name                     | Name          | Name                              |
| ukrainisch transkribiert | ukrainisch    | russisch                          |
| ------------------------ | ------------- | --------------------------------- |
| Beresenschtschyna        | Березенщина   | Березенщина (Beresenschtschina)   |
| Boryssiw                 | Борисів       | Борисов (Borissow)                |
| Derewjanky               | Дерев’янки    | Деревянки (Derejanki)             |
| Kobzi                    | Кобці         | Кобцы (Kobzy)                     |
| Krjatschky               | Крячки        | Крячки (Krjatschki)               |
| Kruschynka               | Крушинка      | Крушинка                          |
| Mala Buhajiwka           | Мала Бугаївка | Малая Бугаевка (Malaja Bugajewka) |
| Marchaliwka              | Мархалівка    | Мархалевка (Marchalewka)          |
| Putriwka                 | Путрівка      | Путровка (Putrowka)               |
| Sajziw                   | Зайців        | Зайцев (Saizew)                   |
| Salisne                  | Залізне       | Зализное (Salisnoje)              |
| Selenyj Bir              | Зелений Бір   | Зелёный Бор (Seljony Bor)         |